# SOIUSA

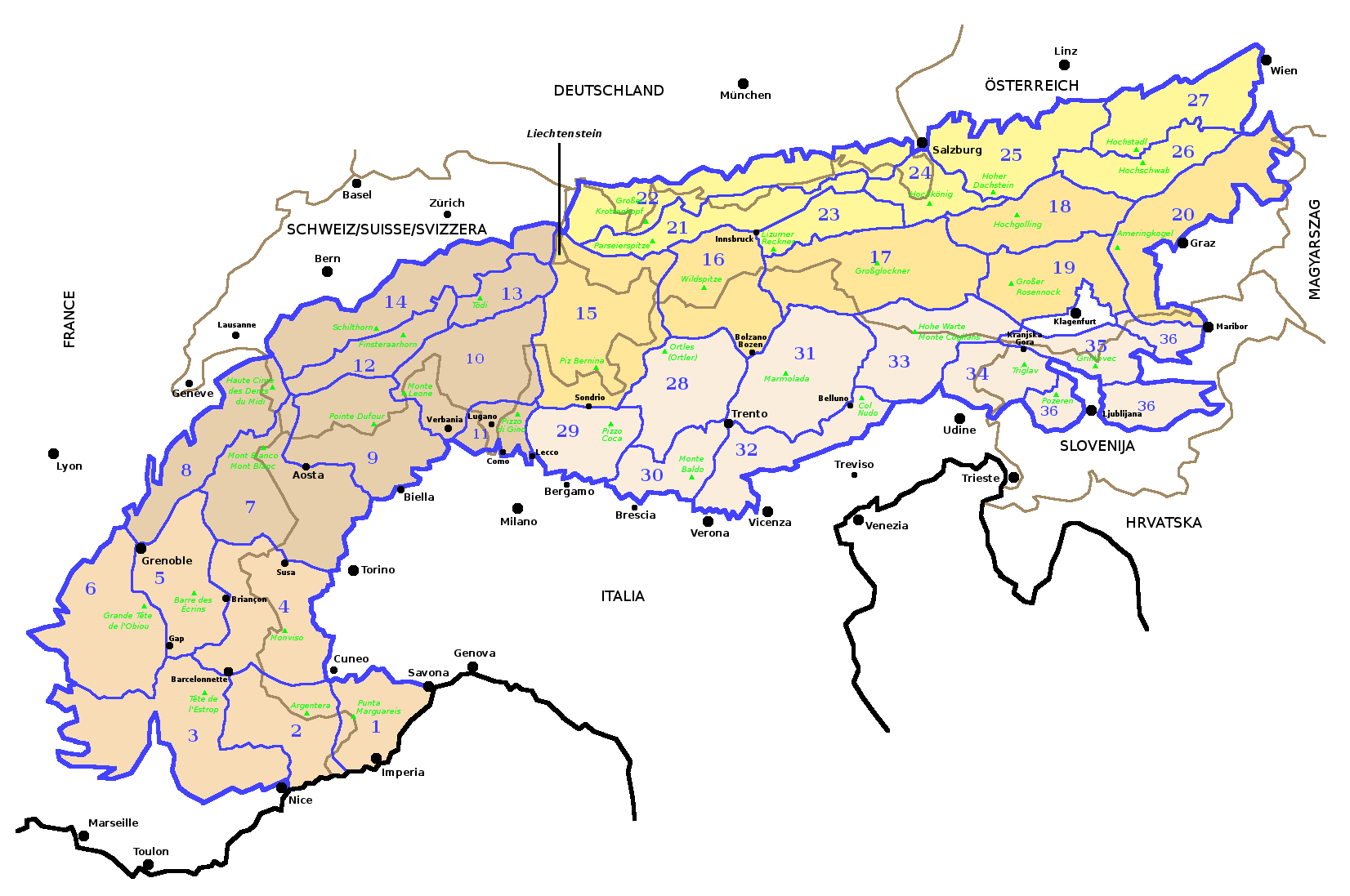
Alpes SOIUSA.

SOIUSA, término derivado del acrónimo italiano Suddivisione Orografica Internazionale Unificata del Sistema Alpino (en español: Subdivisión Orográfica Internacional Unificada del Sistema Alpino, y en francés: Subdivision Orographique Internationale Unifiée du Système Alpin), es una propuesta explícita para una normalización y estandarización de los distintos sistemas nacionales de clasificación de los macizos alpinos en una perspectiva internacional, diseñada por Sergio Marazzi, investigador italiano y autor del Atlas 
Orográfico de los Alpes SOIUSA con la colaboración y patrocinio del Club Alpino Italiano
y numerosos colaboradores.

## Historia
La SOIUSA es una interpretación moderna del terreno complejo de los Alpes y una propuesta innovadora por una actualización para superar la subdivisión italiana tradicional de los Alpes (Partición de los Alpes)
introducido en Italia en 1926, ya está obsoleta, y necesita una revisión adecuada de conformidad con
la literatura geográfica actual en Europa.

## Estructura
La SOIUSA adopta el concepto de bipartición del sistema alpino (Alpes occidentales y Alpes orientales) que substituye a la división tripartita (Alpes occidentales, Alpes centrales y Alpes orientales) por una jerarquía piramidal multinivel sobre la base de escalas y normas idénticas.

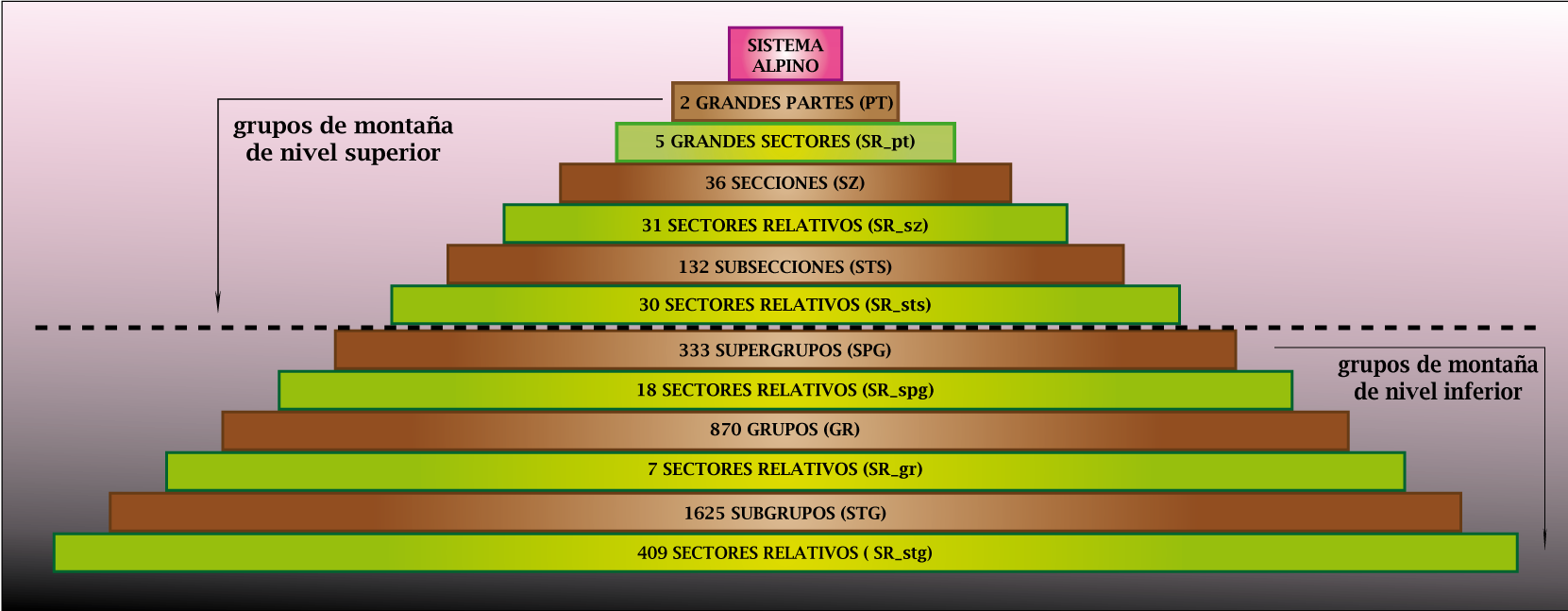
Pirámide Soiusa, subdivisión según la SOIUSA.

Grupos de montaña de nivel superior: fraccionado con referencia morfológicas y altimétricas, teniendo en cuenta las regiones históricas y geográficas de los Alpes.
- 2 grandes partes: (PT) (de:Teile; fr:grandes parties; it:parti; sl:dela)
  - Alpes occidentales
  - Alpes orientales
- 5 grandes sectores, (SR) (de:Sektoren; fr:grands secteurs; it:settori; sl:velikih sektorjev) que se obtienen dividiendo la parte occidental en dos zonas de sur a norte y en tres zonas (norte, centro y sur) la oriental:
  - Alpes del noroeste, parte norte de los Alpes occidentales
  - Alpes del sudoeste, parte sur de los Alpes occidentales
  - Alpes del noreste, parte norte de los Alpes orientales
  - Alpes centrales del este, parte central de los Alpes orientales
  - Alpes del sudeste, parte sur de los Alpes orientales

- 36 secciones (SZ) (de:Sektionen; fr:sections; it:sezioni; sl:sekcij)
- 132 subsecciones (STS) (de:Untersektionen; fr:sous-sections; it:sottosezioni; sl:podsekcij)
- Grupos de montaña de nivel inferior: Divididos con criterios alpinisticos.
- 333 supergrupos (SPG) (de:Supergruppen; fr:super-groupes; it:supergruppi; sl:nadgrupa)
- 870 grupos (GR) (de:Gruppen; fr:groupes; it:gruppi; sl:skupine)
- 1.625 subgrupos (STG) (de:Untergruppen; fr:sous-groupes; it:sottogruppi; sl:podskupine)

Grandes partes, grandes sectores, secciones y subsecciones se individualizan teniendo en cuenta bien los criterios morfológico, altimétrico, fitogeográfico, bien de las regiones histórico-geográficas alpinas. Supergrupos, grupos y subgrupos se individualizan conforme a criterios alpinísticos.
En la clasificación a veces se incluyen sectores intermedios entre las agrupaciones:
- 31 sectores de sección (SR de SZ)
- 30 sectores de subsección (SR de STS)
- 18 sectores de supergrupos (SR de SPG)
- 7 sectores de grupo (SR de GR)
- 409 sectores de subgrupos (SR de STG)

Esta ulterior subdivisión se ha introducido «para encuadrar mejor los Gebirgsgruppen del AVE der Ostalpen, a menudo diverso por dimensiones de los grupos alpinos occidentales, y por no deber excluir nombres usados en lugar por algunos reagrupamientos que no se pueden encuadrar de otra manera».
Las secciones sucesivas de este artículo siguen el siguiente esquema:
- Denominación sección (máxima elevación)
  - Denominación subsección (denominaciones de los supergrupos)

La abreviatura iss significa en italiano in senso stretto ("en sentido estricto") y sirve para distinguir la denominación de una subsección de la sección homónima (que ha de entenderse entonces in senso ampio, "en sentido amplio").
Los parámetros SOIUSA del Mont Blanc, por ejemplo, quedarían de la siguiente manera:
Gran parte: Alpes occidentales
Gran sector: Alpes del noroeste
sSección: Alpes Grayos
Subsección: Alpes del Mont Blanc
Supergrupo: Macizo del Mont Blanc
Grupo: Grupo del Mont Blanc
Subgrupo: Mont Blanc
Código: I/B-7.V-B.2.b

## Alpes Occidentales

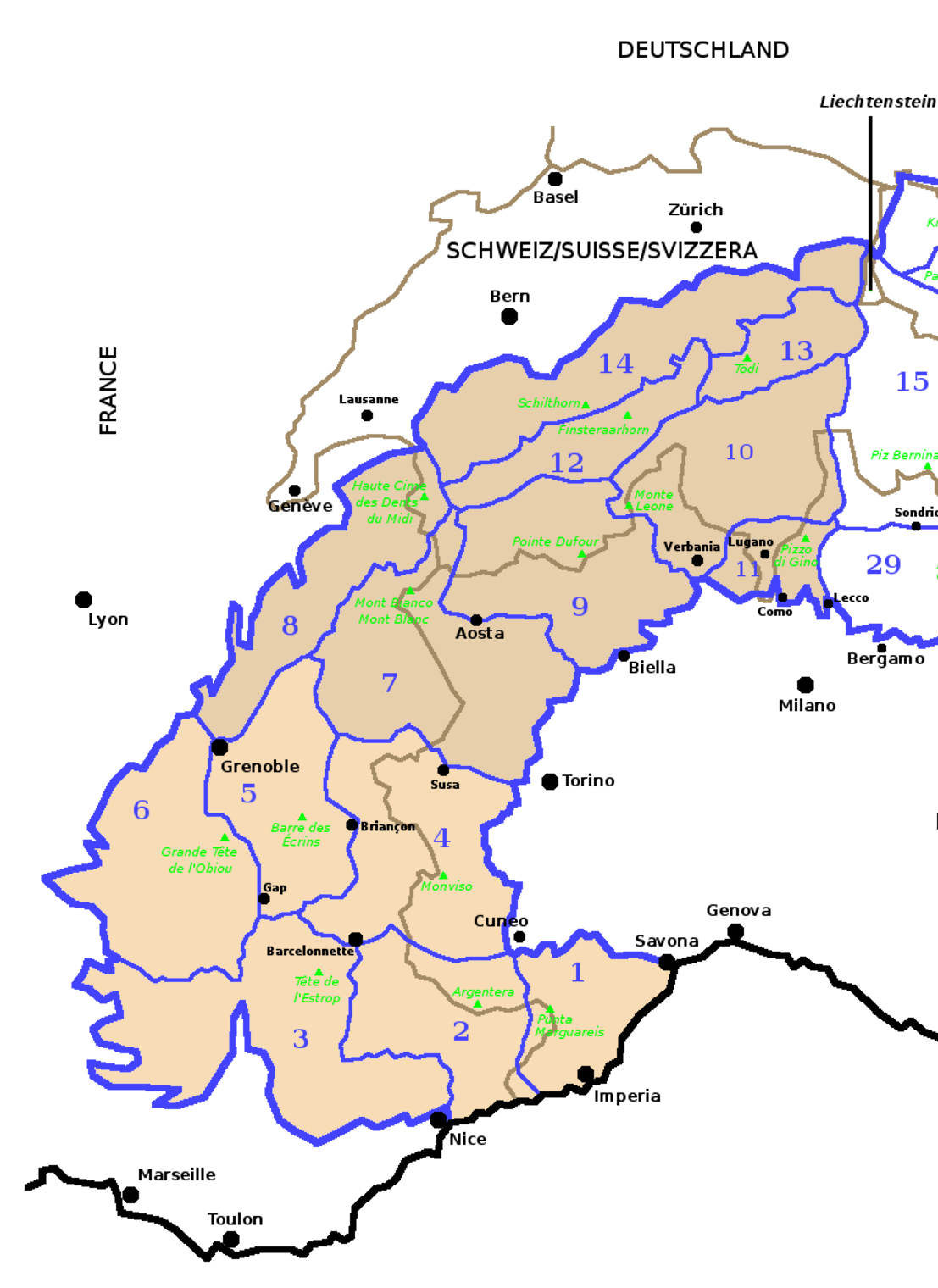
Las secciones de los Alpes occidentales según la SOIUSA.

Los Alpes occidentales van desde la línea Savona - Collado de Cadibona - Montezemolo - Mondovì a la línea Rin - Paso del Spluga - Lago de Como - Lago de Lecco. Se subdividen en dos grandes sectores: Alpes del sudoeste y Alpes del noroeste.

### Alpes del sudoeste
Los Alpes del sudoeste están divididos en seis secciones, 23 subsecciones y 46 supergrupos:
- 1. Alpes Ligures (Punta Marguareis, 2.661 m)
  - Prealpes Ligures (Settepani-Carmo-Armetta)
  - Alpes del Marguareis (Saccarello; Marguareis-Mongioie)

- 2. Alpes Marítimos y prealpes de Niza (Monte Argentera, 3.297 m)
  - Alpes Marítimos (Gelàs-Grand Capelet; Argentera-Pépoiri-Matto; Corborant-Ténibre-Enciastraia; Côte de l'Ane-Mounier; Pelat-Frema-Grand Coyer)
  - Prealpes de Niza (Rocaillon-Grand Braus)

- 3. Alpes y Prealpes de Provenza (Tête de l'Estrop, 2.961 m)
  - Alpes de Provenza (Séolane-Estrop-Caduc-Blanche)
  - Prealpes de Digne (Cheval Blanc-Couard-Allier; Monges-Cimettes)
  - Prealpes de Grasse (Bernarde-Monte Brune-Teillon; Cheiron-Audibergue; Malay-Barjaude)
  - Prealpes de Vaucluse (Monti di Vaucluse e di Lura; Luberon)

- 4. Alpes Cocios (Monviso, 3.841 m)
  - Alpes del Monviso (Chamberyon-Mongioia-Marchisa; Font Sancte-Parpaillon-Grand Bérard; Aiguillette-Monviso-Granero)
  - Alpes del Monginevro (Bucie-Grand Queyron-Orsiera; Bric Froid-Rochebrune-Beal Traversier)
  - Alpes del Moncenisio (Chaberton-Thabor-Galibier; Bernauda-Pierre Menue-Ambin)

- 5. Alpes del Delfinado (Barre des Écrins, 4.102 m)
  - Alpes de las Grandes Rousses y de las Aiguilles d'Arves (Aiguilles d'Arves-Mas de la Grave; Grandes Rousses)
  - Cadena de Belledonne (Macizo de los Sept Laux; Grand Pic de Belledonne-Grand Doménon)
  - Macizo des Écrins (Écrins-Grande Ruine-Agneaux; Meije-Râteau-Soreiller; Pelvoux-Bans-Sirac; Olan-Rouies; Arias-Muzelle)
  - Macizo del Taillefer (Taillefer-Grand Armet-Tabor-Génépi)
  - Macizo del Champsaur (Vieux Chaillol-Colle Blanche)
  - Macizo del Embrunais (Rougnoux-Rochelaire-Mourre Froid)
  - Montes orientales de Gap (Diablée-Dôme de Gap)

- 6. Prealpes del Delfinado (Grande Tête de l'Obiou, 2.790 m)
  - Prealpes del Devoluy (Pic de Bure-Bec de l'Aigle; Grande Tête de l'Obiou-Roc de Garnesier)
  - Prealpes occidentales de Gap (Céüse-Aujour)
  - Prealpes del Vercors (Grand Veymont-Lans-Charande; Serre du Montué-Roc de Toulau-Sausse-Epenet)
  - Prealpes del Diois (Toussière-Duffre-Servelle; Angèle-Vayou-Mélandre)
  - Prealpes de las Baronnies (Arsuc-Clavelière-Vanige; Chabre-Chamouse-Banne)

### Alpes del noroeste
Los Alpes del noroeste están divididos en ocho secciones, 32 subsecciones y 89 supergrupos:
- 7. Alpes Grayos (Mont Blanc, 4.810 m)
  - Alpes de Lanzo y de la Alta Moriana (Rocciamelone-Charbonnel; Arnas-Ciamarella; Levanne-Aiguille Rousse)
  - Alpes de la Vanoise y del Grand Arc (Iseran; Grande Motte-Grande Casse-Bellecôte; Monte Pourri; Vanoise; Gébroulaz; Lauzière-Grand Arc)
  - Alpes de la Grande Sassière y del Rutor (Grande Sassière-Tsanteleina; Rutor-Léchaud)
  - Alpes del Gran Paradiso (Macizo del Gran Paradiso; Rosa dei Banchi; Emilius-Tersiva)
  - Alpes del Mont Blanc (Trélatête; Macizo del Mont Blanc; Dolent-Argentière-Trient)
  - Alpes del Beaufortain (Roignais; Penaz-Joly)

- 8. Prealpes de Saboya (Haute Cime des Dents du Midi, 3.257 m)
  - Cadena de las Aiguilles Rouges (Aiguilles Rouges)
  - Prealpes del Giffre (Buet-Ruan-Dents du Midi; Fis-Platé-Colonney; Dents Blanches-Avoudrues-Nant Golon)
  - Prealpes del Sciablese (Haufforts-Grange; Bise-Oche; Roc d'Enfer-Brasses)
  - Prealpes de los Bornes (Aravis; Bargy-Lachat-Tournette)
  - Prealpes de los Bauges (Arcalod-Trélod-Semnoz; Grand Colombier-Margerie-Revard)
  - Prealpes de la Chartreuse (Granier-Dent de Crolles-Grand Som; Chamechaude-Charmant Som)

- 9. Alpes Peninos (Monte Rosa, 4.634 m)
  - Alpes del Grand Combin (Grande Rochère-Grand Golliaz; Grand Combin-Monte Velàn; Gelé-Collon; Arolla-Cheilon-Pleureur)
  - Alpes del Weisshorn y del Cervino (Bouquetins-Cervino; Luseney-Cian; Dent Blanche-Grand Cornier; Weisshorn-Zinalrothorn)
  - Alpes del Monte Rosa (Monte Rosa; Contrafuertes valdostanos del Monte Rosa; Contrafuertes valsesianos del Monte Rosa)
  - Alpes Bielleses y Cusianos (Alpes Bielleses; Alpes Cusianos)
  - Alpes del Mischabel y del Weissmies (Macizo del Mischabel; Andolla; Weissmies)

- 10. Alpes Lepontinos (Monte Leone, 3.552 m)
  - Alpes de monte Leone y san Gottardo (Monte Leone-Blinnenhorn; Redondo-Central-Piz Blas)
  - Alpes Ticineses y del Verbano (Basodino-Cristallina-Biela; Onsernone; Togano-Laurasca-Limidario; Campo Tencia-Zucchero-Madone Grosso)
  - Alpes de la Adula (Medelser-Terri; Adula; Montes del Spluga; Cadena Mesolcina)

- 11. Prealpes de Lugano (Pizzo de Gino, 2.245 m)
  - Prealpes Comascos (Gino-Camoghè-Fiorina; Tremezzo-Generoso-Gordona; Cadena del Triángulo Lariano)
  - Prealpies Varesinos (Tamaro-Gambarogno-Lema; Piambello-Campo dei Fiori-Nudo)

- 12. Alpes Berneses (Finsteraarhorn, 4.274 m)
  - Alpes de Uri (Dammastock-Sustenhorn; Titlis-Urirostock)
  - Alpes Berneses stricto sensu (Finsteraarhorn-Oberaarhorn-Galmihorn; Jungfrau-Fiescherhorn; Schreckhorn-Wetterhorn; Gletscherhorn-Blümlisalp-Balmhorn; Aletschhorn-Bietschhorn; Wildhorn-Wildstrubel)
  - Alpes de Vaud (Diablerets-Muveran)

- 13. Alpes de Glaris (Tödi, 3.620 m)
  - Alpes Urano-Glaroneses (Oberalpstock-Clariden-Schärhorn; Glärnisch-Charetalp)
  - Alpes de Glaris stricto sensu (Tödi-Hausstock; Sardona-Tamina; Spitzmeilen-Mürtschen)

- 14. Prealpes suizos (Schilthorn, 2.970 m)
  - Prealpes de Vaud y Friburgo (Prealpes de Vaud; Prealpes de Friburgo)
  - Prealpes Berneses (Prealpes de Simmental; Prealpes de Lauterbrunnental; Hohgant-Rothorn)
  - Prealpes de Lucerna y de Unterwald (Prealpes de Lucerna; Prealpes de Unterwald)
  - Prealpes de Schwyz y de Uri (Prealpes de Uri y de la Moutatal; Prealpes de Schwyz y de Zug; Prealpes de Wagital)
  - Prealpes de Appenzell y de San Galo (Churfirsten; Alpstein)

## Alpes Orientales

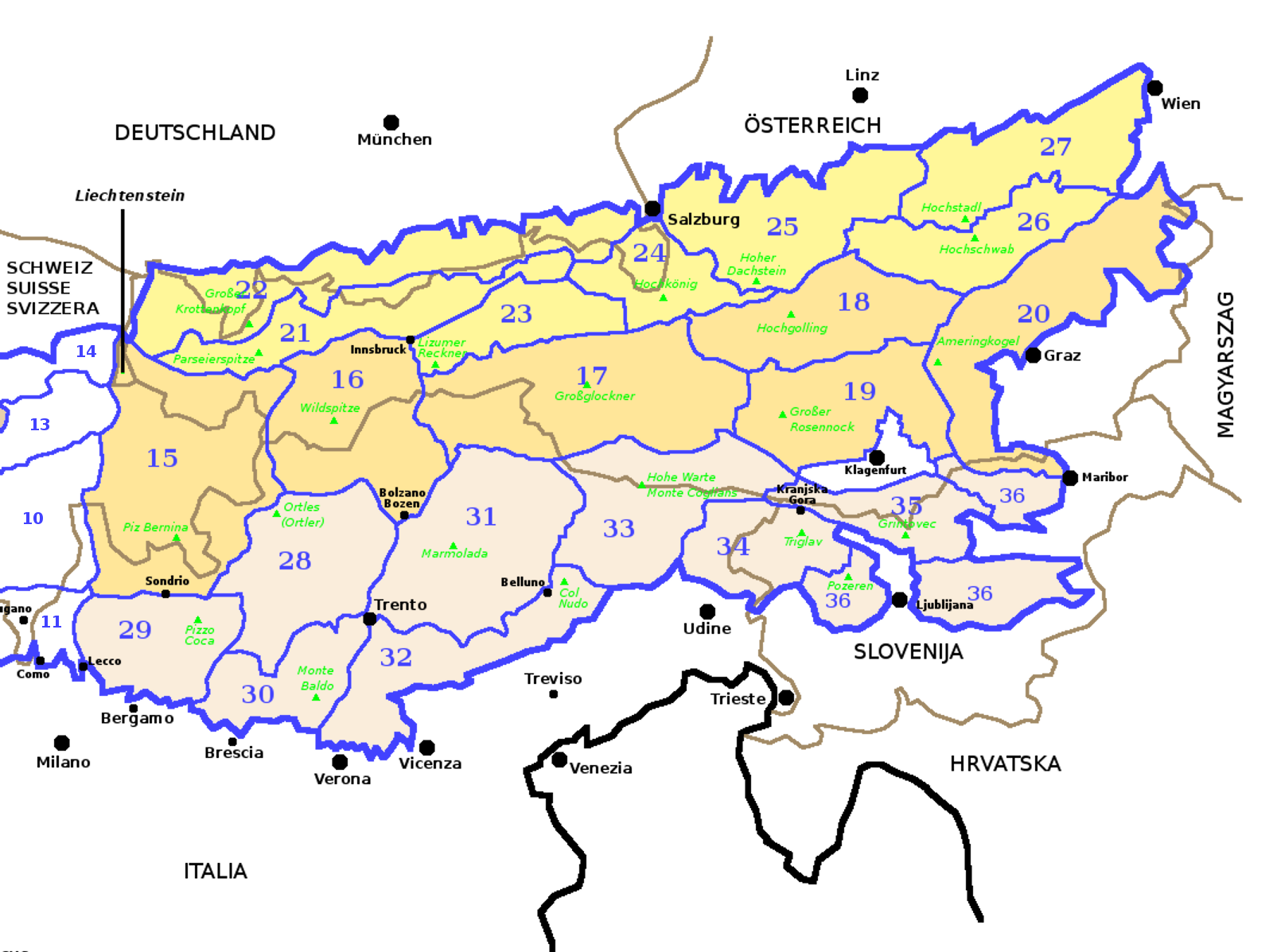
Las secciones de los Alpes orientales según la SOIUSA.

Desde la línea de Rin - Paso del Spluga - lago de Como - brazo Este del lago de Como (también conocido como lago de Lecco) a la línea de Viena - Lago de Neusiedl - Graz - Maribor - Zagreb. Se subdividen en tres grandes sectores: Alpes centrales del este, Alpes del noreste y Alpes del sudeste.

### Alpes centrales del este
Los Alpes centrales del este se dividen en seis secciones, veinticinco subsecciones y 64 supergrupos:
- 15. Alpes Réticos occidentales (Piz Bernina, 4.049 m)
  - Alpes del Platta (Suretta-Stella-Duan; Platta-Forbesch-Curver)
  - Alpes de la Albula (Güglia-Err-Bravuogn; Kesch-Chüealphorn-Grialetsch)
  - Alpes del Bernina (Bernina-Scalino; Montes de Val Bregaglia)
  - Alpes de Livigno (Languard-Quattervals; Piazzi-Paradisino)
  - Alpes de Val Müstair (Casina-Umbrail-Pizzo della Forcola; Sesvenna-Tavrü)
  - Alpes del Silvretta, del Samnaun y del Verwall (Silvretta; Samnaun; Verwall)
  - Alpes del Plessur (Hockwang-Weißfluth; Strela-Lenzerhorn-Weißhorn; Stätzerhorn)
  - Macizo de Rätikon (Rhäticon)

- 16. Alpes Réticos orientales (Wildspitze, 3.772 m)
  - Alpes Venoste (Venoste Orientales; Alpi Passirie isa; Kaunergrat-Venetberg-Geigenkamm)
  - Alpes de Stubai (Pan di Zucchero-Habicht; Schrankogel-Kalkkögel-Sellrainer)
  - Alpes Sarentinos (Punta Cervina-Cima San Giacomo)

- 17 Alpes del Tauern occidentales (Großglockner, 3.798 m)
  - Alpes de Zillertal (Croda Alta-Olperer; Gran Pilastro; Fundres; Reichenspitze)
  - Altos Tauern (Venediger; Granatspitze; Glockner; Schober; Goldberg; Ankogel)
  - Alpes Pustereses (Vedrette de Ries; Villgraten)
  - Grupo del Kreuzeck (Kreuzeck)

- 18. Alpes del Tauern orientales (Hochgolling, 2.863 m)
  - Tauern de Radstadt (Weißeck-Mosermandl-Hochfeind)
  - Tauern de Schladming y de Murau (Schladming; Murau)
  - Tauern de Wölz y de Rottenmann (Wölz; Rottenmann)
  - Tauern de Seckau (Gamskögel-Geierhaupt; Seckau)

- 19. Alpes de Estiria y Carintia (Eisenhut, 2.441 m)
  - Alpes de Gurktal (Kilnprein-Rosennock-Eisenhut; Prankerhöhe-Grebenzen; Wöllaner Nock-Mirnock; Kruckenspitze-Hockeck; Klagenfurt)
  - Alpes de Lavanttal (Kreiskogel-Zirbitzkogel; Waldkogel-Grafenkogel; Ladingerspitze; Griffn)

- 20. Prealpes de Estiria (Ameringkogel, 2.184 m)
  - Prealpes del noroeste de Estiria (Stubalpe; Gleinalpe; Westgraz)
  - Prealpes del sudoeste de Estiria (Koralpe; Reinischkögel; Kobansko)
  - Prealpes centrales de Estiria (Fischbach; Ostgraz)
  - Prealpes orientales de Estiria (Wechsel-Joglland; Bucklige; Bernstein-Güns; Rosalien-Ödenburg)

### Alpes del noreste
Los Alpes del noreste se dividen en siete secciones, veintisiete subsecciones y 69 supergrupos:
- 21. Alpes calizos del Tirol septentrional (Parseierspitze, 3.040 m)
  - Alpes de Lechtal (Parseier; Namloser)
  - Montes de Lechquellen (Spuller Schafberg-Rote Wand-Braunarl)
  - Montes de Mieming y del Wetterstein (Mieming; Wetterstein)
  - Montes del Karwendel (Karwendel; Risser)
  - Alpes del Brandenberg (Rofan; Thierseer)
  - Montes del Kaiser (Wilder Kaiser-Unterberghorn; Zahmer Kaiser)

- 22. Alpes Bávaros o de Baviera (Großer Krottenkopf, 2.657 m)
  - Prealpes de Bregenz (Prealpes occidentales de Bregenz; Prealpes orientales de Bregenz)
  - Alpes de Algovia (Walsertal; Prealpes occidentales de Algovia; Alpes de Algovia; Prealpes orientales de Algovia; Tannheim)
  - Alpes de Ammergau (Daniel-Kreuzspitze-Kramer-Laber; Ammer-Trauch)
  - Alpes del Wallgau (Alpes occidentales del Wallgau; Alpes orientales del Wallgau)
  - Alpes del Mangfall (Tegernsee; Schliersee)
  - Alpes del Chiemgau (Inzell; Prealpes de Chiemgau)

- 23. Alpes esquistosos tiroleses (Lizumer Reckner, 2.884 m)
  - Prealpes del Tux (Reckner-Malgrübler-Rosenjoch; Kalkwald-Rastkogel)
  - Alpes de Kitzbühel (Wildschönau; Pölven-Ellmau; Glemmtal)

- 24. Alpes septentrionales salzburgueses (Hochkönig, 2.941 m)
  - Montes del Stein (Lofer; Kirchberg; Leogang)
  - Alpes esquistosos salzburgueses (Dienten; Fritztal)
  - Alpes de Berchtesgaden (Alpes meridionales de Berchtesgaden; Alpes centrales del este de Berchtesgaden; Alpes centrales del oeste de Berchtesgaden; Alpes septentrionales de Berchtesgaden)
  - Montes de Tennen (Tennen)

- 25. Alpes del Salzkammergut y de Alta Austria (Hoher Dachstein, 2.993 m)
  - Montes del Dachstein (Gosau; Dachstein; Kemet)
  - Montes del Salzkammergut (Gamsfeld-Osterhorn; Prealpes de Salzburgo; Schafberg-Höllen; Mondse-Gmundn)
  - Montes Totes (Totes; Warscheneck)
  - Prealpes de Alta Austria (Grünau; Kirchdorf; Molln; Sengsen; Neustift)

- 26. Alpes septentrionales de Estiria (Hochtor, 2.369 m)
  - Alpes de Ennstal (Haller Mauern; Gesäuse; Eisenerz)
  - Alpes del noreste de Estiria (Hochschwab; Alpes de Mürzsteg; Rax-Schneeberg)

- 27. Alpes de Baja Austria (Hochstadl, 1.919 m)
  - Alpes de Türnitz (Türnitz; Texing)
  - Alpes del Ybbstal (Zellerhut-Ötscher; Lunz; Höllenstein; Eisenwurzen)
  - Prealpes orientales de Baja Austria (Gutenstein; Wienerwald)

### Alpes del sudeste
Los Alpes del sudeste se dividen en nueve secciones, veinticinco subsecciones y 65 supergrupos:
- 28. Alpes Réticos meridionales (Ortles, 3.905 m)
  - Alpes del Ortles (Ortles-Cevedale; Grupo Sobretta-Gavia)
  - Alpes de Val di Non (Olmi-Luco-Roen)
  - Alpes del Adamello y de la Presanella (Adamello; Presanella)
  - Dolomitas de Brenta (Brenta-Paganella)

- 29. Alpes y Prealpes Bergamascos (Pizzo di Coca, 3.052 m)
  - Alpes Orobies (Alpes Orobies orientales; Alpes Orobies occidentales)
  - Prealpes Bergamascos (occidentales; centrales; orientales)

- 30. Prealpes de Brescia y Garda (Monte Baldo, 2.218 m)
  - Prealpes de Brescia (Setteventi-Muffetto-Guglielmo; Dosso Alto-Monte Palo)
  - Prealpes de Garda (Prealpes Giudicarie; Prealpes de Garda del sudoeste; Prealpes de Garda orientales)

- 31. Dolomitas (Marmolada, 3.342 m)
  - Dolomitas de Sesto, de Braies y de Ampezzo (de Sesto; de Braies; orientales de Badia; de Ampezzo; Cadorinos)
  - Dolomitas de Zoldo (septentrionales de Zoldo; meridionales de Zoldo)
  - Dolomitas de Gardena y de Fassa (de Gardena; de Fassa)
  - Dolomitas de Feltre y de Pale di San Martino (Pale di San Martino-Feruc; Alpes de Feltre)
  - Dolomitas de Fiemme (Montes de Val d'Ega; Lagorai-Monte Croce-Cima d'Asta)

- 32. Prealpes Vénetos (Col Nudo, 2.472 m)
  - Prealpes Vicentinos (Altiplanos; Pequeños Dolomitas; Montes Lesinos)
  - Prealpes de Belluno (Grappa; Cavallo-Visentin)

- 33. Alpes Cárnicos y del Gail (Monte Coglians, 2.780 m)
  - Alpes Cárnicos (Cavallino-Peralba-Coglians; Polinik-Gartnerkofel-Osternig; Alpes de Tolmezzo occidentales; Alpes de Tolmezzo orientales)
  - Alpes del Gail (Occidentales de Lienz; Centrales de Lienz; Orientales de Lienz; Reißkofel-Spitzegel; Latschur-Goldeck; Erzberg-Villacher)
  - Prealpes Cárnicos (Duranno-Monfalconi-Pramaggiore; Chiarescons-Cornaget-Resettum; Valcalda-Verzegnis)

- 34. Alpes y Prealpes Julianos (Monte Tricorno, 2.863 m)
  - Alpes Julianos (Jôf Fuart-Montasio; Canin; Mangart-Jalovec; Škrlatica; Tricorno; Nero -Tolminskikuk-Rodic)
  - Prealpes Julianos (Plauris-Musi-Chiampon; Mia-Joanaz-Matajur)

- 35. Alpes de Carintia y de Eslovenia (Grintovec, 2.558 m)
  - Karavanke (occidentales; septentrionales; orientales)
  - Alpes de Kamnik y de la Savinja (Storžič; Mrzla gora-Grintovec-Ojstrica; Raduha-Golte-Rogatec-Menina)

- 36. Prealpes Eslovenos (Porezen, 1.630 m)
  - Prealpes Eslovenos occidentales (Škofjeloško-Cerkljansko-Polhograjsko-Rovtarsko)
  - Prealpes Eslovenos orientales (Posavje)
  - Prealpes Eslovenos del noreste (Strojna-Pohorje; Vitanje-Konjice)